# Co ta holka chce
Co ta holka chce (v anglickém originále What a Girl Wants) je americký komediální rodinný film z roku 2003 režírovaný Dennie Gordon. Hlavní role hrají Amanda Bynes, Colin Firth, Kelly Prestonová a Oliver James.

## Děj
Daphne je sedmnáctiletá Američanka, která žije se svojí matkou. Svého otce nikdy nepotkala. Protože její matka se svojí skupinou často hraje na svatbách, je Daphniným snem zatancovat si se svým tátou. Jednoho dne se vydá za svým otcem do Londýna. V Londýně zjistí, že jejím otcem je Lord Henry Dashwood. V Londýně se také Daphne seznámí s mladým hudebníkem Ianem, který ji v jejím rozhodnutí setkat se s otcem podporuje.
Aby se Daphne dostala do domu Lorda Dashwooda, musí přelézt plot. Když se se svým otcem setká, zjistí, že on o její existenci vůbec nevěděl a že si chystá vzít dceru svého poradce Alistaira Payna Glynnis. Protože se jeví velmi nevhodně, aby byla Daphne ubytována v hotelu, ujme se jí její babička Jocelyn Dashwoodová, takže Daphne zůstane v domě Lorda Dashwooda, se kterým se postupně sblíží. To se ale nelíbí Glynnis Paynové a její dceři Clarisse, takže se snaží Daphne vypudit. To se jim nakonec povede na plese, kde chce Lord Dashwood oficiálně představit svojí dceru veřejnosti. Jocelyn Dashwoodová na ples pozve i matku Daphne-Libby. Když má dojít na tanec Lorda Dashwooda s jeho dcerou, Glynnis zamkne Daphne do komory a s Lordem Dashwoodem pak tancuje Clarissa. To Daphne naštve a společně se svojí matkou se vrátí do Spojených států.
Po plese má lord Dashwood rozhovor se svojí matkou, která mu doporučí, aby při rozhodování o svojí politické kariéře věnoval pozornost svému srdci. Lord Dashwood se druhý den rozhodne odejít z politiky. Alistair Payne mu to rozmlouvá s tím, že to nějak zařídí, stejně jako zařídil, odchod Libby Reynoldsové a přizná se, že o tom, že se narodila Daphne věděl. Lord Dashwood pak Alistaira uhodí a definitivně odejde.
Po návratu do Spojených států hraje Libbyina skupina na další svatbě, kam za nimi lord Dashwood přijede a Daphne se dočká vytouženého tance s otcem, který s sebou přivezl Iana. Daphne a její matka jsou šťastni a nakonec Libby s Henrym oficiálně uzavřou manželství. Všichni žijí šťastně až do smrti.

## Obsazení
| Amanda Bynes           | Daphne Reynolds       |
| Colin Firth            | Henry Dashwood        |
| Kelly Prestonová       | Libby Reynolds        |
| Eileen Atkins          | Jocelyn Dashwood      |
| Jonathan Pryce         | Alistair Payne        |
| Anna Chancellor        | Glynnis Payne         |
| Christina Cole         | Clarissa Payne        |
| Oliver James           | Ian Wallace           |
| Raffaello Degruttola   |                       |
| Tara Summers           |                       |
| Sylvia Syms            | princezna Charlotte   |
| Roger Ashton-Griffiths | Lord Orwood           |
| Cassie Powney          | Peach Orwood          |
| Connie Powney          | Pear Orwood           |
| Soleil McGhee          | malá Daphne           |
| Ella Desmond Oakley    | Daphne jako dítě      |
| Peter Reeves           | Sir John Dashwood     |
| James Greene           | Percy                 |
| Steven Osborne         |                       |
| Mike Toller            | člen Libbyiny skupiny |
| Tom Penn               | člen Libbyiny skupiny |
| Tom Goodfellow         | člen Libbyiny skupiny |
| James Bell             | člen Libbyiny skupiny |

## Přijetí

### Tržby
Film vydělal 36,1 milionů dolarů v Severní Americe a 14,6 milionů dolarů v ostatních oblastech, celkově tak vydělal 50,7 milionů dolarů po celém světě. Rozpočet filmu činil 25 milionů dolarů. Za první víkend docílil druhé nejvyšší návštěvnosti, kdy vydělal 11,4 milionů dolarů.

### Recenze
Na recenzní stránce Rotten Tomatoes získal ze 104 započtených recenzí 35 procent s průměrným ratingem 5,4 bodů z deseti. Na serveru Metacritic snímek získal z 29 recenzí 41 bodů ze sta. Na Česko-Slovenské filmové databázi snímek získal 53 procent.